# Zygmunt Menkes
Zygmunt Menkes (ur. 6 maja 1896 we Lwowie, zm. 20 sierpnia 1986 w Nowym Jorku) – polski malarz i rzeźbiarz pochodzenia żydowskiego, większość życia spędził za granicą.

## Życiorys
Choć urodził się w wielodzietnej ortodoksyjnej rodzinie żydowskiej, wychowywany był w sposób liberalny, co pozwoliło mu rozwinąć talent plastyczny. Ojciec był kupcem. Studia artystyczne rozpoczął 1912 roku w Szkole Przemysłowej we Lwowie i kontynuował w latach 1919–1922 na Akademii Sztuk Pięknych w Krakowie. W młodości związany był z ruchem syjonistycznym. Od wczesnych lat młodzieńczych utrzymywał się z prac konserwatorskich w kościołach i malowania (chrześcijańskich) obrazów religijnych.
W 1922 roku rozpoczął studia w Berlinie w pracowni Aleksandra Archipenki, gdzie spotkał pochodzącego z Drohobycza Joachima Weingarta. Rok później przeniósł się wraz z Weingartem do Paryża, wchodząc w krąg École de Paris. Tam zaprzyjaźnił się z Eugeniuszem Żakiem i Markiem Chagallem. Uczestniczył w wielu wystawach we Francji i innych krajach. W 1928 roku mieszkał w Berlinie. Często odwiedzał Polskę, był członkiem polskich ugrupowań artystycznych „Nowa Generacja” i „Zwornik”, uczestniczył w ich wystawach we Lwowie (1932 i 1935) oraz Warszawie (1935 i 1938).
W roku 1935 wraz z Arturem Nachtem-Samborskim zwiedzał Hiszpanię. W tym samym roku przeniósł się na stałe do Stanów Zjednoczonych. W czasie wojny, poruszony informacjami z Polski, tworzył obrazy dotyczące Zagłady. Został wykładowcą w Art Students League. Zamieszkał w dzielnicy Riverdale na nowojorskim Bronxie. Uczestniczył w wielu wystawach w USA, był laureatem wielu nagród amerykańskich, w tym w roku 1967 nagrody Fundacji Alfreda Jurzykowskiego.